# Spencer Cavendish, 8. Duke of Devonshire

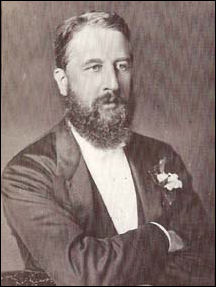
Spencer Cavendish, 8. Duke of Devonshire

Spencer Compton Cavendish, 8. Duke of Devonshire KG, GCVO, PC, FRS (* 23. Juli 1833 in Lower Holker, Lancashire; † 24. März 1908 in Cannes) war ein britischer Adliger und Politiker.

## Leben und Politische Karriere
Er war der älteste überlebende Sohn des William Cavendish, 7. Duke of Devonshire und führte als dessen Heir apparent ab 1858 den Höflichkeitstitel Marquess of Hartington. Er studierte am Trinity College der Universität Cambridge. Er wurde 1857 für den Wahlkreis North Lancashire ins House of Commons gewählt und schloss sich der Liberal Party an.
Ein tüchtiger, wenn auch nicht glänzender Redner und ein fähiger Geschäftsmann, dazu unterstützt durch vornehme, einflussreiche Familienverbindungen, gewann er verhältnismäßig früh eine bedeutende Stellung in seiner Partei und wurde 1863 in dem Ministerium Palmerston Parlamentarischer Staatssekretär im Kriegsministerium („under-secretary for war“). Im Januar 1866 rückte er zum Kriegsminister auf, trat aber bereits im Juni mit der Regierung zurück. Als im Dezember 1868 die Liberale Partei unter Gladstone wieder an die Macht kam, wurde Cavendish als Generalpostmeister Mitglied des Kabinetts; seinen Parlamentssitz tauschte er mit dem von Radnor.
Später übernahm er das Amt des Chief Secretary for Ireland, trat aber Anfang 1874 zurück, als die Wahl nach der von Gladstone vorgenommenen Parlamentsauflösung eine konservative Mehrheit ergab. Die nun in die Opposition verwiesene liberale Minderheit des Unterhauses wurde in der ersten Session des neuen Parlaments noch von Gladstone selbst geführt; als dieser aber den Fraktionsvorsitz niederlegte, wurde am 3. Februar 1875 Cavendish von den liberalen Parlamentsmitgliedern durch einstimmigen Beschluss zum Oppositionsführer im Unterhaus gewählt. Obwohl er innerhalb der Fraktion eine gemäßigte Richtung vertrat, erwarb er sich doch immer mehr die Zufriedenheit seiner Parteigenossen und verstand es, auch mit dem leidenschaftlichen und radikaleren Gladstone in gutem Einvernehmen zu bleiben. Jedoch wurden er und Lord Granville (der Führer der liberalen Fraktion im Oberhaus) von Gladstone durch dessen Midlothian-Kampagne überflügelt.
Bei den Neuwahlen im Frühjahr 1880 gewann er für die Liberale Partei den Sitz in North East Lancashire. Gladstone hatte sich durch den Erfolg seiner Midlothian-Kampagne in eine Position gebracht, die seinen Anspruch auf das Amt des Premierministers zementiert hatte. Da gegen ihn keine Regierung gebildet werden konnte, er jedoch auch in keine liberale Regierung einzutreten bereit war, in der er nicht Premierminister war, sah Cavendish sich gezwungen, Königin Victoria zu empfehlen, Gladstone zur Regierungsbildung einzuladen. Cavendish übernahm in Gladstones Kabinett schließlich zunächst das Indienministerium, das er im Dezember 1882 mit dem Kriegsministerium tauschte. Er trat im Juni 1885 mit Gladstone zurück. Seit sein Bruder, Lord Frederick Cavendish, in Dublin ermordet worden war (Phoenix-Park-Morde), lehnte Cavendish die Irland-Politik Gladstones mehr und mehr ab. Als Gladstone für die erste Home Rule Bill für Irland ins Unterhaus einbrachte, trennte sich Cavendish von ihm, nahm keinen Sitz in dessen drittem Kabinett (Februar 1886) an und stellte sich an die Spitze der Liberalen Unionisten, welche Gladstones irische Pläne vereitelten. Im Jahr 1886 wurde ihm mehrfach das Amt des Premierministers angeboten. Cavendish lehnte jedoch in jedem Fall ab und unterstützte anstelle dessen mit seinen Liberalen Unionisten die konservativen Regierungen unter Salisbury.
Beim Tod seines Vaters erbte Cavendish 1891 dessen Adelstitel als Duke of Devonshire. Er wurde dadurch Mitglied des House of Lords und schied aus dem House of Commons aus. Als Lord President of the Council trat er vier Jahre später in das Kabinett Salisbury III ein. Dieses Amt behielt er bis 1903, als er sich aus der Politik zurückzog.

## Familie und weitere Ämter

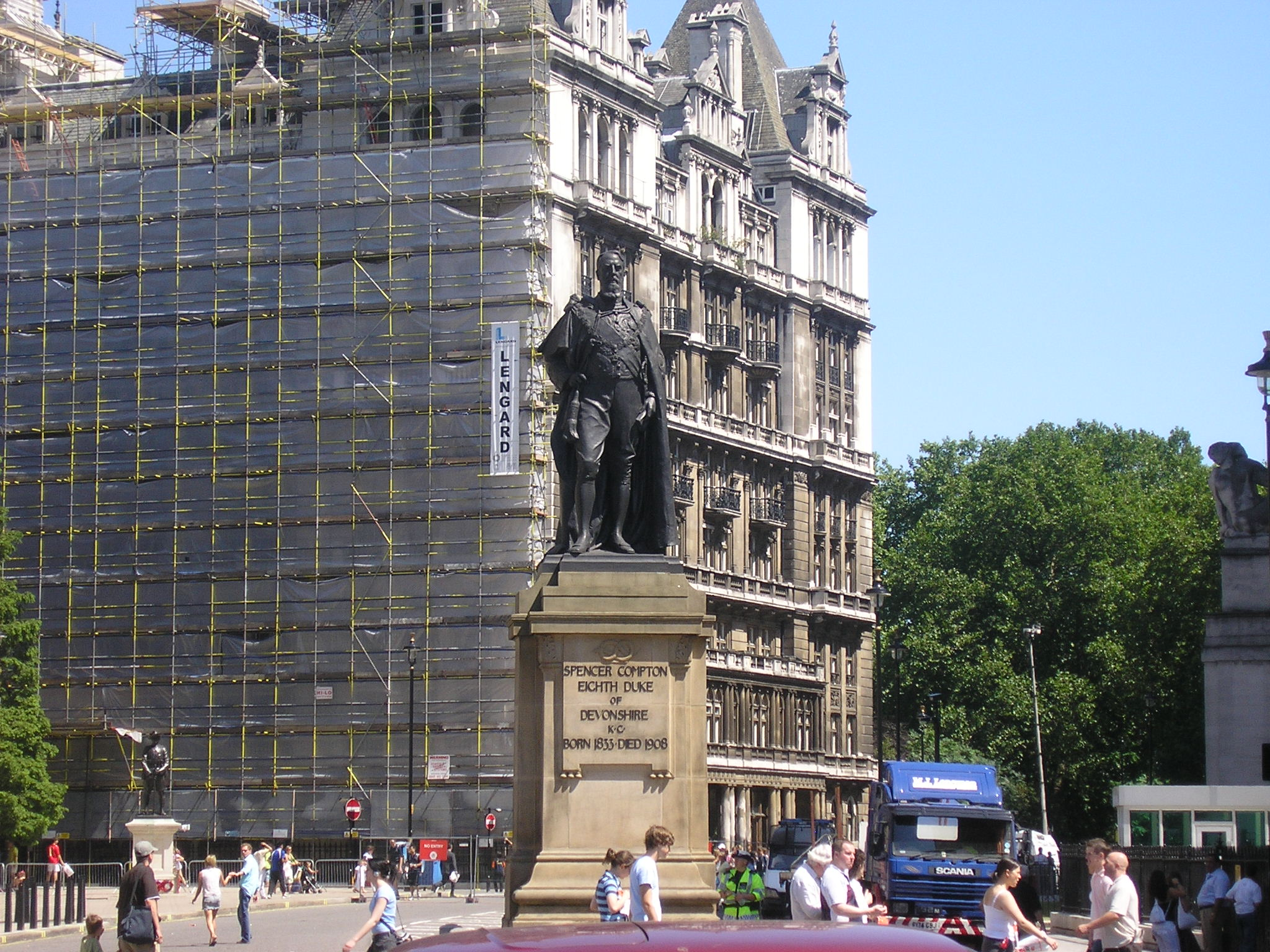
Statue von Spencer Cavendish, 8. Duke of Devonshire, in Whitehall, London

Cavendish war lange Jahre mit der Kurtisane Catherine Walters liiert. Im Alter von 59 Jahren heiratete er Luise Fredericke Auguste Gräfin von Alten, die Witwe von William Montagu, 7. Duke of Manchester. Die Ehe blieb kinderlos.
Von 1877 bis 1880 war Cavendish Rektor der University of Edinburgh. 1892 wurde er anstelle seines kurz zuvor verstorbenen Vaters zum Kanzler der Universität Cambridge gewählt. Dieses Amt hatte er bis zu seinem Tode inne.
Cavendish starb 1908 in Cannes. Seine Adelstitel gingen auf seinen Neffen Victor Cavendish über. In Whitehall steht heute noch ein Denkmal für den Duke.